# Данченко Сергій Микитович
Сергі́й Мики́тович Да́нченко (нар. 1896, Київ — 13 листопада 1967, Одеса) — український оперний співак (тенор). 3аслужений артист УРСР (1940). Чоловік народної артистки УРСР Ярини Воликівської.

## Життєпис
1921—1923 — навчався у Київській консерваторії (клас М. П. Чистякова). При цьому з 1921 виступав з концертами у робітничих клубах Києва.
1923—1924 — соліст Полтавського оперного театру.
1924—1929 — соліст Київського театру опери та балету.
1929—1930 — соліст Свердловського оперного театру.
1930—1931 — соліст Харківського театру опери та балету.
1934—1935 — виступав у Тифліській опері.
1935—1936 — соліст Ленінградського театру опери та балету ім. С. Кірова.
1941—1944 — виступав у Казахському театрі опери та балету.
1931—1934, 1936—1941 та 1944—1955 — соліст Одеського театру опери та балету.

## Партії
- Андрій («Запорожець за Дунаєм» С. Гулака-Артемовського)
- Матюшенко («Броненосець Потьомкін» О. Чишка)
- Собінін («Життя за царя» М. Глінки)
- Герман, Андрій («Винова краля», «Мазепа» П. Чайковського)
- Садко, Вакула («Садко», «Ніч перед Різдвом» М. Римського-Корсакова)
- Радамес, Отелло («Аїда», «Отелло» Дж. Верді)
- Рауль («Гугеноти» Дж. Мейєрбера)
- Фауст («Фауст» Ш. Ґуно)
- Хозе («Кармен» Ж. Бізе)
- Лоенгрін («Лоенгрін» Р. Вагнера)
- Пінкертон, Каварадоссі («Мадам Баттерфляй», «Тоска» Дж. Пуччіні)
- Каніо («Паяци» Руджеро Леонкавалло)